# Jan Westin
Jan Edmund Westin, född 16 januari 1936 i Örgryte församling, Göteborg, är en svensk läkare och docent, samt medicinsk och kulturhistorisk författare.

## Biografi

### Bakgrund och publikationer
Jan Westin föddes som son till disponent Edmund Westin och dennes hustru Margaretha (Gretha), född Hansson. Efter studentexamen vid Hvitfeldtska högre allmänna läroverk i Göteborg år 1954, genomgick han läkarutbildning vid Göteborgs universitet under åren 1955–1963. Han avlade med.lic.-examen och blev 1963 legitimerad läkare.
Westin blev med.dr. år 1976, på en avhandling med titeln Clinical and cytogenetic studies in polycythemia vera, och blev docent vid Göteborgs universitet år 1977. Han har publicerat över 150 vetenskapliga artiklar, främst inom hematologi, men även annan invärtesmedicin. Hans publiceringar har (2024) enligt Scopus över 13 000 citeringar och ett h-index på 42.

### Yrkeskarriär
Westin tjänstgjorde som underläkare på Mölndals lasarett under åren 1962–1968, samt som underläkare och senare överläkare på Sahlgrenska sjukhuset åren 1968–1978. Han var överläkare och sektionschef för internmedicin/hematologi på Östra sjukhuset i Göteborg 1978–1986, samt chef för sektionen för hematologi på Sahlgrenska sjukhuset åren 1986–1990. Under åren 1981–1986 var Jan Westin chefsläkare för Östra sjukhuset.
Under åren 1990–1999 var Westin klinikchef/verksamhetschef/chefsöverläkare för samlad invärtesmedicinsk vård/medicinkliniken vid Lunds lasarett/Universitetssjukhuset Lund. Han var åren 1999–2002 regionöverläkare och medicinsk rådgivare åt regionstyrelsen Region Skåne. Efter pensioneringen återvände han år 2006 till Göteborg.
Tillsammans med Erik Hippe och Finn Wislöff stiftade Westin år 1987 Nordic Myeloma Study Group (NMSG).

### Senare år och utmärkelser
Westin erhöll 1992 från Sveriges personaladministrativa förening Kerstin Hesselgrenmedaljen och utmärkelsen Årets ledare.
Efter pensioneringen avlade Westin år 2013 en fil.kand. inom etnologi. Han har skrivit artiklar och böcker inom göteborgsk lokalhistoria, bokhistoria och medicinhistoria.
Westin är sedan 2015 hedersledamot av Göteborgs Läkaresällskap. Han är sedan 2004 hedersmedlem av Svensk förening för hematologi, där han bland annat i föreningens regi år 1985 initierade Hematologidagarna och fyra år senare startade föreningens tidskrift Oss hematologer emellan. Westin är ordförande i Medicinhistoriska föreningen i Göteborg.